# ناحیه جبلة
ناحیهٔ جبلة (به عربی: مدیریة جبلة) یک ناحیه در یمن است که در استان اب واقع شده‌است. ناحیهٔ جبلة ۱۱۲٬۴۸۱ نفر جمعیت دارد.